# Nộm sứa

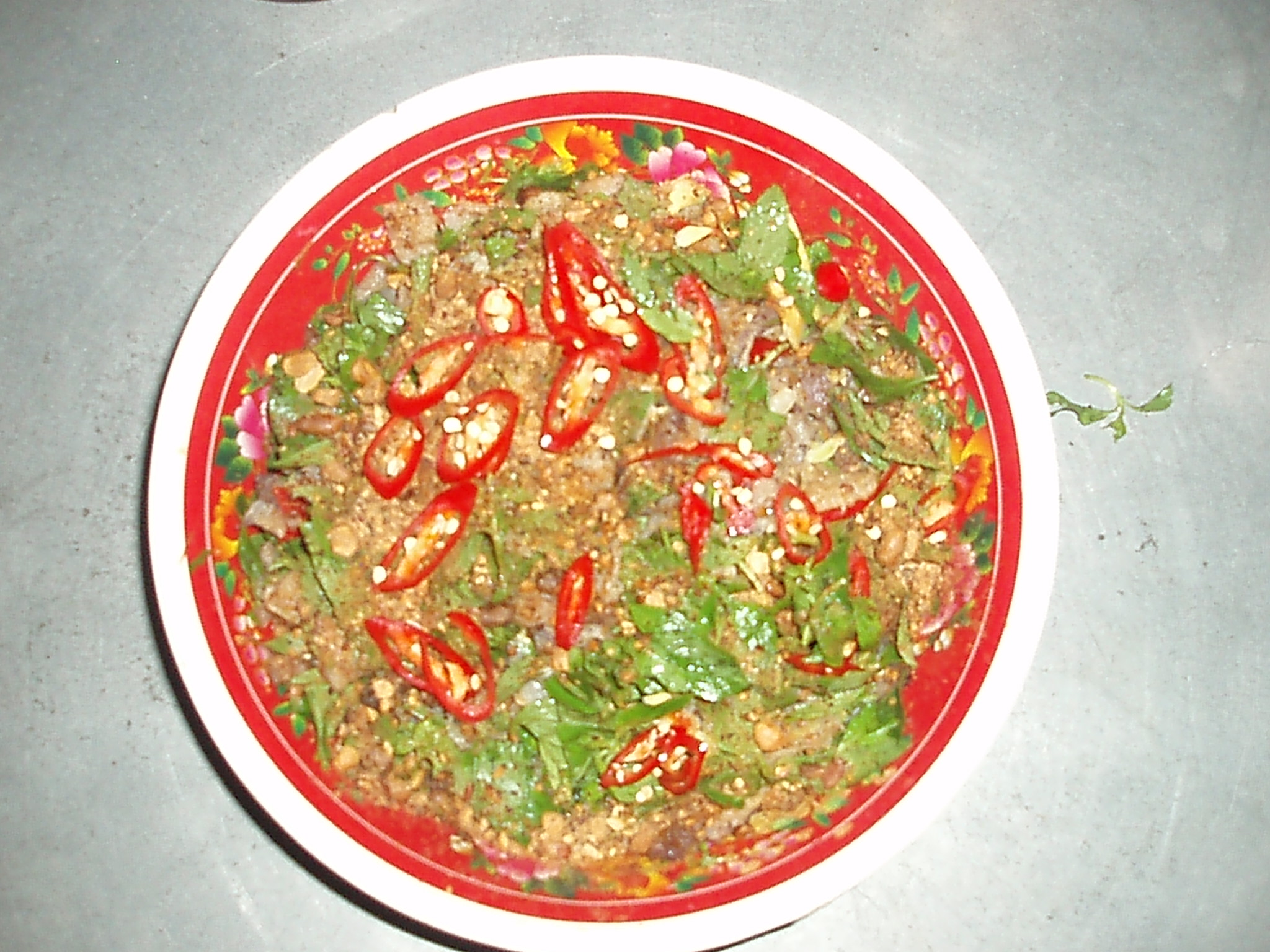
Một đĩa gỏi sứa

Nộm sứa, còn gọi là gỏi sứa, là món nộm sử dụng nguyên liệu chính là sứa đã được sơ chế, chần qua nước sôi, trộn chua ngọt với các loại rau, thịt động vật và gia vị. Nộm sứa phổ biến trong ẩm thực Việt Nam vùng duyên hải, và không hiếm khi, có trong thực đơn tại các nhà hàng.

## Nguyên liệu
Tùy theo vùng miền, nộm sứa có thể được chế biến khá khác biệt nhau về nguyên liệu tuy cũng tương tự các món nộm khác, thường không thể thiếu các loại rau: như rau câu, đu đủ xanh, cà rốt, ngó sen, hoa chuối) rửa sạch cắt khúc hoặc thái con chì; thịt (như thịt gà xé, tôm nõn thái nhỏ, giò lụa thái chỉ; các loại hạt bùi, hút nước (như lạc, vừng, hạt điều) rang chín, giã nhỏ; và các gia vị, rau thơm (như chanh, tỏi, đường, dấm, nước mắm, ớt, hạt tiêu, húng thơm, mùi v.v.)
Dưới đây là một số nguyên liệu của món nộm sứa cơ bản: thịt: sứa, tôm nõn, thịt ba rọi. Rau: ngó sen, củ sen, cà rốt, hành tây, dưa chuột, củ kiệu muối dưa chua, rau cần. Rau gia vị: rau húng quế, rau răm. Nguyên liệu pha chế nước trộn: dấm thanh, tỏi, ớt, đường, nước cốt chanh, nước mắm.

## Chế biến sứa
Sứa khi bắt, vớt ở biển lên được rửa sạch, mổ, loại hết chất độc có trong các trâm ban có thể gây ngứa rát, cắt miếng, rửa cho hết nhớt
Sau đó, sứa thường được ngâm nước muối phèn vài lần để giảm thủy phần và làm thân sứa giòn, giữ được nước mà không bị teo tóp trước khi đóng thùng và xuất khẩu hoặc đem bán ra chợ. Trong dân gian thường ngâm sứa với nước có chất chát tanin (như nước lá lăng, vỏ sú vẹt, củ nâu, nước lá ổi) để tránh cho sứa bị tan vữa, cũng với dụng ý tương tự như quy cách ngâm phèn nói trên. Sứa ngâm trong nước có phụ gia nói trên có thể để nhiều tháng không hỏng.
Trong quy trình sơ chế, sứa được cắt miếng, phân loại thành sứa tai và sứa chân. Sứa tai có hình gần giống hình nấm hay hình chuông, trong suốt, mọng nước và mập căng, ngả màu xanh dương. Sứa chân là phần tua phía dưới có dạng sợi dai, hơn trắng đục, giòn như gân, sụn. Sứa chân ngon hơn sứa tai nên giá bán cũng đắt hơn. Trong thực tế món nộm có thể làm bằng sứa tai hoặc sứa chân, tuy nhiên, do sứa tai nhiều nước nên làm nộm khó hơn, phức tạp hơn một chút và do đó cũng ít phổ biến hơn.

## Sơ chế nguyên liệu làm nộm

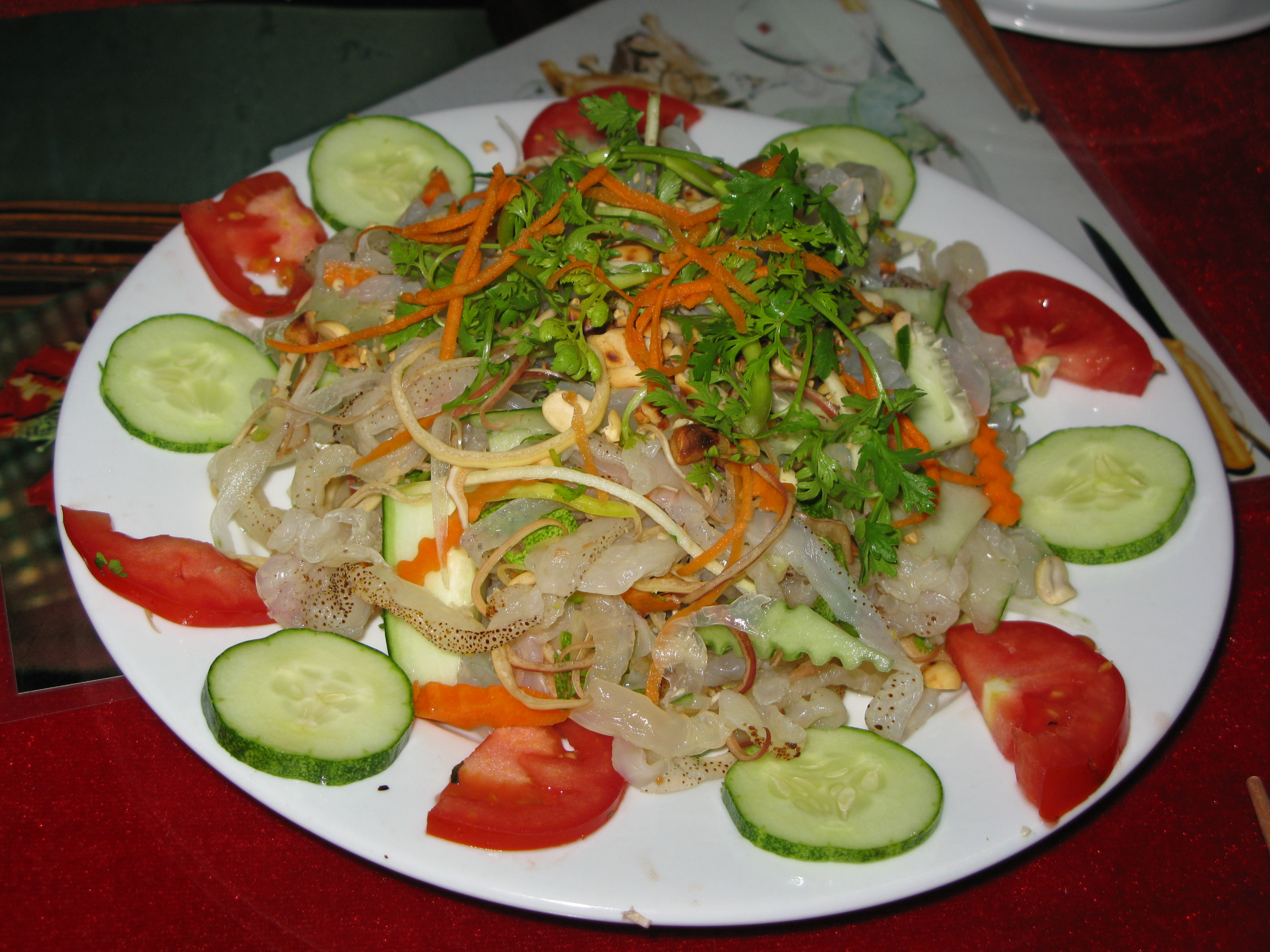
Một đĩa ở Cát Bà.

Các loại rau được rửa sạch, ngó sen cắt khúc; củ sen bào vỏ thái mỏng; cà rốt gọt vỏ thái sợi; hành tây bóc vỏ thái lát mỏng; dưa chuột bỏ ruột thái miếng; ớt thái sợi; kiệu muối chua thái mỏng; rau cần nhặt rửa sạch thái khúc; hoa chuối thái mỏng ngâm nước muối nhạt cho đỡ bị thâm; xoài xanh gọt vỏ thái chỉ; các loại rau thơm như rau răm, rau húng quế cắt nhỏ.
Các loại thịt như sứa thái nhỏ, rửa bằng nước đun sôi để nguội và có thể ngâm qua chút nước gừng; tôm luộc chín rút chỉ đen, bóc vỏ; thịt ba rọi luộc chín thái miếng nhỏ, mỏng; thịt gà luộc chín thái con chì.
Lạc rang tách vỏ giã nhuyễn, vừng rang, hạt điều rang giã nhuyễn.
Pha nước trộn với nước cốt chanh, nước mắm, đường, tỏi băm, ớt băm và phối trộn các nguyên liệu trên vào nhau, trình bày ra đĩa & thưởng thức.

## Trình bày
Với sứa chân người nội trợ dùng nước trộn đã pha chế theo công thức nói trên, trộn sứa chung với thịt gà, thịt lợn, tôm nõn, trứng luộc, các loại rau như ớt chín, xoài xanh, ngó sen, củ sen, rau cần, rau thơm các loại v.v., cuối cùng rắc lạc rang giã nhỏ, vừng hoặc hạt điều giã nhỏ.
Sứa tai khi được làm nộm đòi hỏi người nội trợ phải khéo léo xếp sứa lên một chiếc bát úp lọt lòng chiếc thau nhựa có kích cỡ vài tấc tây để nước sứa tiết ra rút xuống đáy thau. Sau đó, mới rải lên mặt sứa một các loại gia vị, thịt, lạc rang giã nhỏ, chuối chát non thái mỏng, xoài xanh băm nhỏ, ớt chín, rau răm, rau húng.

## Sử dụng
Nộm sứa thường ăn với cơm hay bánh tráng nướng giòn, chấm với nước mắm gừng và thường được kết hợp với ly rượu trắng uống kèm.